# 1512 en santé et médecine
| Années de la santé et de la médecine : 1509 - 1510 - 1511 - 1512 - 1513 - 1514 - 1515    |
| Décennies de la santé et de la médecine : 1480 - 1490 - 1500 - 1510 - 1520 - 1530 - 1540 |

Cet article présente les faits marquants de l'année 1512 en santé et médecine.

## Fondations
- En Espagne, l'hôpital des Innocents de Valence, créé en 1509, disparaît à la fondation de l'hôpital général, qui prend alors en charge les fous[1].
- 1505-1512 : fondation par les rois Henri VII et Henri VIII  de l'hôpital de Savoie (Savoy Hospital) de Londres[2].

## Publications
- Sous le titre de De oculis Galeni a Demetrio translatus, paraît une version latine « enrichi[e] de nombreuses interpolations » de la traduction arabe de deux ouvrages de Galien : Utilité des parties du corps : Des yeux et de leurs annexes, et Diagnostic des maladies des yeux[3],[4].
- Impression du Trésor des pauvres de Gérard de Solo et Arnaud de Villeneuve[5].

## Personnalité
- Francis Skaryna (1486-1490 – 1540-1551) est reçu docteur en médecine à Padoue[6].

## Naissance
- 1512[7] ou 1513[8] : Nagata Tokuhon (en) (mort en 1630), médecin japonais, partisan d'une médecine naturelle, successivement au service des clans Takeda et Tokugawa.

## Décès
- 2 août : Alessandro Achillini (né en 1463), philosophe, médecin et anatomiste italien, professeur à Bologne et Padoue[9].
- 31 octobre : Alessandro Benedetti[10] (né en 1452), médecin, anatomiste, historien, philologue et humaniste italien, professeur à Padoue et à Venise, auteur de plusieurs ouvrages, dont un De observatione in pestilentia[11] et une Anatomice, sive De historia corporis humani[12], imprimés pour la première fois à Venise en 1493[13].
- Jérôme Brunschwig (né vers 1450), apothicaire et chirurgien allemand, auteur d'un « Livre de chirurgie » (Das Buch der Cirurgia), imprimé à Strasbourg, chez Grüninger, en 1497[14].